# Mckenna Grace
Mckenna Grace (Grapevine, Texas, 25 de junho de 2006), é uma atriz e cantora americana que começou a atuar profissionalmente aos 6 anos de idade. Os seus primeiros papéis incluem Jasmine Bernstein na sitcom da Disney XD Crash & Bernstein (2012–2014) e Faith Newman em The Young and the Restless (2013–2015).
Grace é conhecida por seu papel como Penny Kirkman no programa da ABC/Netflix Designated Survivor. Ela também é conhecida por interpretar Rose Harbenberger na série de comédia da Netflix Fuller House (2016–2020), Mary Adler no filme dramático de Marc Webb, Gifted (2017) e a jovem Theodora Crain na série de terror sobrenatural da Netflix The Haunting of Hill House (2018).

## Vida e obra
Grace nasceu em Grapevine, Texas. Uma de suas bisavós era mexicana. Ela é vegetariana e direcionou sua afeição por animais ao trabalho com a Farm Sanctuary e a PETA, incluindo aparecer em uma campanha pedindo às pessoas que não deixassem seus cães em carros quentes.
Em 2013, Grace fez sua estreia como atriz, interpretando Sydney no piloto de televisão Joe, Joe & Jane. Mais tarde, ela retornou na série Crash & Bernstein do canal Disney XD. Ela teve um papel recorrente, como Faith Newman, em The Young and the Restless entre 2013 e 2015. Em 2015, ela teve um papel recorrente na série da CBS CSI: Cyber. Grace interpretou o papel de Daisy no thriller de ficção científica Independence Day: Resurgence; o filme, dirigido por Roland Emmerich, foi lançado em 24 de junho de 2016. Outros papéis no cinema incluem o drama Mr. Church (2016) e o filme de comédia How to Be a Latin Lover (2017).
Em 2017, Grace desempenhou um papel principal no filme dramático de Marc Webb, Gifted, estrelando ao lado de Chris Evans. Ela ganhou reconhecimento por seu desempenho no papel, sendo indicada para o Critics' Choice Award de Melhor Jovem Intérprete.
A carreira de Grace consistiu principalmente em retratar a "versão jovem" de personagens mais velhos. Ela aprendeu a patinar no gelo para retratar a versão mais jovem de Tonya Harding no filme biográfico I, Tonya e também interpretou o papel significativo de Juliet no filme de terror Amityville: The Awakening junto com Bella Thorne.
Grace estrelou como Emma Grossman no filme de drama de terror The Bad Seed (2018). Ela interpetrou Judy Warren, filha dos investigadores paranormais Ed e Lorraine Warren, no filme de terror de 2019 Annabelle Comes Home. Também naquele ano, ela apareceu no filme da Marvel Studios, Capitã Marvel, como uma versão mais jovem da personagem principal. Em 2018 atuou como a versão mais jovem de Sabrina Spellman na segunda temporada da série Chilling Adventures of Sabrina.
Em 2021, fez o papel principal de Phoebe Spengler em Ghostbusters: Afterlife.

## Filmografia

### Filmes
| Ano  | Título                                   | Papel                         | Notas                         | Ref.   |
| ---- | ---------------------------------------- | ----------------------------- | ----------------------------- | ------ |
| 2012 | R                                        | Jovem riley                   | Curta-metragem                |        |
| 2013 | Goodbye World                            | Hannah Palmer                 |                               |        |
| 2013 | Suburban Gothic                          | Zelda                         |                               |        |
| 2015 | Russell Madness                          | Lena                          |                               |        |
| 2015 | Frankenstein                             | Molly                         |                               |        |
| 2015 | The Pearl Whale                          | Granddaughter                 | Curta-metragem                |        |
| 2016 | Mr. Church                               | Isabel “Izzy” Brooks          |                               |        |
| 2016 | The Angry Birds Movie                    | Ella Bird (voz)               |                               |        |
| 2016 | Independence Day: Resurgence             | Daisy Blackwell               |                               |        |
| 2017 | Gifted                                   | Mary Adler                    |                               |        |
| 2017 | How to Be a Latin Lover                  | Arden                         |                               |        |
| 2017 | Amityville: The Awakening                | Juliet Walker                 |                               |        |
| 2017 | I, Tonya                                 | Jovem Tonya Harding           |                               |        |
| 2018 | Ready Player One                         | Elementary School Kid         |                               |        |
| 2018 | The Bad Seed                             | Emma Grossman                 |                               |        |
| 2019 | Captain Marvel                           | Jovem Carol Danvers (13 anos) |                               |        |
| 2019 | Troop Zero                               | Christmas Flint               |                               |        |
| 2019 | Annabelle Comes Home                     | Judy Warren                   |                               |        |
| 2020 | Scoob!                                   | Jovem Daphne Blake            | Voz                           | [ 17 ] |
| 2021 | Ghostbusters: Afterlife                  | Phoebe Spengler               |                               |        |
| 2021 | Spirit Untamed                           | Abigail Stone                 | Voz                           | [ 18 ] |
| 2021 | Malignant                                |                               |                               |        |
| 2022 | Crater                                   | ASA                           | Pós-produção                  | [ 19 ] |
| 2022 | The Bad Seed 2                           | Emma Grossman                 | Também roteirista e produtora | [ 20 ] |
| 2022 | Scoob: Holiday Haunt                     | Daphne Blake                  | Voz                           |        |
| 2023 | PAW Patrol: The Mighty Movie             |                               | Voz                           | [ 21 ] |
| 2026 | The Hunger Games: Sunrise on the Reaping | Maysilee Donner               |                               | [ 22 ] |

### Televisão
| Ano       | Título                         | Papel                  | Notas                                     |
| --------- | ------------------------------ | ---------------------- | ----------------------------------------- |
| 2012–2014 | Crash & Bernstein              | Jasmine Bernstein      | 15 episódios                              |
| 2013      | The Goodwin Games              | Even Younger Chloe     | Episódio: "Hamletta"                      |
| 2013      | Joe, Joe & Jane                | Sydney                 | Piloto não vendido                        |
| 2013–2014 | Instant Mom                    | Sam                    | 2 episódios                               |
| 2013–2015 | The Young and the Restless     | Faith Newman           | 50 episódios                              |
| 2014      | Clarence                       | Tinia (voz)            | Episódio: "Patients"                      |
| 2014      | CSI: Crime Scene Investigation | Jovem Abby Fisher      | Episódio: "Dead Woods"                    |
| 2014      | Clementine                     | Lucy                   | Filme para televisão                      |
| 2014      | Love Is Relative               | Casey                  | Filme para televisão                      |
| 2014      | Gravity Falls                  | Vozes Adicionais       | Episódio: "Sock Opera"                    |
| 2015      | K.C. Undercover                | Quinn                  | Episódio: "Give Me A 'K'! Give Me A 'C'!" |
| 2015      | The Vampire Diaries            | Jovem Caroline Forbes  | 2 episódios                               |
| 2015      | Genie in a Bikini              | Teresa                 | Filme para televisão                      |
| 2015      | Dog with a Blog                | Jules                  | Episódio: "You're Not My Sister Anymore"  |
| 2015      | Pickle and Peanut              | Cindy/Sugarbee (voz)   | 2 episódios                               |
| 2015      | Babysitter's Black Book        | Cindy                  | Filme para televisão                      |
| 2015      | CSI: Cyber                     | Michelle Mundo         | 3 episódios                               |
| 2015–2017 | Once Upon a Time               | Jovem Emma Swan        | 4 episódios                               |
| 2016      | Teachers                       | Avery                  | Episódio: "Drunk Kiss"                    |
| 2016–2018 | Elena of Avalor                | Bella (voz)            | 2 episódios                               |
| 2016      | Bizaardvark                    | Didi                   | Episódio: "Pretty-Con"                    |
| 2016      | Marvel's Most Wanted           | Zoe Abel               | Piloto não disparado                      |
| 2016–2017 | The Lion Guard                 | Kambuni (voz)          | 2 episódios                               |
| 2016–2020 | Fuller House                   | Rose Harbenberger      | 8 episódios                               |
| 2016–2019 | Designated Survivor            | Penny Kirkman          | 21 episódios                              |
| 2017–2019 | Mickey and the Roadster Racers | Bitsy Beagleberg (voz) | 5 episódios                               |
| 2018      | The Haunting of Hill House     | Jovem Theodora Crain   | 7 episódios                               |
| 2018      | Chilling Adventures of Sabrina | Jovem Sabrina Spellman | Episódio: "A Midwinter's Tale"            |
| 2018–2023 | Young Sheldon                  | Paige                  | Episódios recorrentes                     |
| 2021      | The Handmaid's Tale            | Mrs. Keyes             | Recorrente                                |
| 2021      | Nickelodeon's Unfiltered       | Ela mesma              | Episódio: "Strong Beef & Flying Teeth!"   |
| 2021      | Just Beyond                    | Veronica Vanderhall    | Episódio: "Leave Them Kids Alone"         |

## Prêmios e indicações
| Ano  | Premiação                                  | Categoria                                           | Trabalho                     | Resultado    | Ref.   |
| ---- | ------------------------------------------ | --------------------------------------------------- | ---------------------------- | ------------ | ------ |
| 2017 | Broadcast Film Critics Association Award   | Melhor intérperte jovem                             | Gifted                       | Indicado     |        |
| 2017 | Online Film & Television Association Award | Melhor Performance Juvenil                          | Gifted                       | Indicado     |        |
| 2017 | Phoenix Film Critics Society Awards        | Melhor Performance Revelação                        | Gifted                       | Venceu       |        |
| 2017 | Phoenix Film Critics Society Awards        | Melhor Performance de jovem                         | Gifted                       | Venceu       |        |
| 2017 | Women Film Critics Circle Awards           | Melhor Atriz Jovem                                  | Gifted                       | Indicado     |        |
| 2020 | Hollywood Critics Association              | Próxima geração de Hollywood                        | N/A                          | Venceu       | [ 26 ] |
| 2021 | Primetime Emmy Awards                      | Melhor atriz convidada numa série                   | The Handmaid's Tale          | Indicado     | [ 27 ] |
| 2022 | San Diego Film Critics Society             | Melhor performance juvenil                          | Ghostbusters: Afterlife      | Vice-campeão |        |
| 2022 | Critics' Choice Super Awards               | Melhor atriz em filme de ficção/fantasia científica | Ghostbusters: Afterlife      | Indicado     |        |
| 2023 | Astra Creative Arts TV Awards              | Melhor atriz convidada numa série de drama          | The Handmaid's Tale          | Indicado     |        |
| 2024 | Kids' Choice Awards                        | Voz feminina favorita de um fime animado            | PAW Patrol: The Mighty Movie | Indicado     |        |
| 2025 | Saturn Awards                              | Melhor performance jovem num filme                  | Ghostbusters: Frozen Empire  | Indicado     |        |